# Tencel
Tencel hay còn gọi là Lyocell, là một loại vải sinh học làm từ bột gỗ. Nó bắt đầu phát triển phổ biến trong những năm 1990, và ngày nay có nhiều loại quần áo chăn ga gối làm bằng loại vải này.

## Các đặc tính
Tencel hay Lyocell đầu tiên được bán như là một loại tơ nhân tạo vào năm 1991. Nó có nhiều thuộc tính chung với sợi xenlulô như cotton, lanh và gai. Một số đặc điểm chính của sợi tencel là mềm mại, hấp thụ nước rất mạnh mẽ, và khả năng chống nhăn. Vải lyocell có thể được giặt bằng máy, bằng tay hoặc giặt khô, có thể được nhuộm nhiều màu sắc và có thể mô phỏng nhiều loại chất liệu khác như da lộn, da, và lụa.